# Căldărari
Căldărari este un subgrup al poporului rom. Ei erau în mod tradițional fierari și lucrători în metal care vorbesc o serie de dialecte rome grupate împreună sub termenul romani căldărară, un subgrup al Romani Vlax.